# Black or White
"Black or White" fue el primer sencillo extraído del álbum Dangerous de Michael Jackson, lanzado el 11 de noviembre de 1991. El sencillo es considerado la canción de rock de mayor venta en la década de los años 1990.
«Black or White» alcanzó el número uno en el Billboard Hot 100 el 7 de diciembre de 1991, lo que lo convirtió en el número uno de las listas estadounidenses más rápido desde «Get Back» de Beatles. Permaneció allí durante un total de siete semanas. Jackson se convirtió en el primer artista en tener éxitos número uno en el Billboard Hot 100 en las décadas de 1970, 1980 y 1990 con la canción. Está certificado triple Platino por la RIAA. En todo el mundo, «Black or White» alcanzó el número uno en 20 países, incluidos EE. UU., Reino Unido, Canadá, México, Cuba, Turquía, Zimbabue, Australia, Nueva Zelanda, Bélgica, Dinamarca, Finlandia, Francia, Irlanda, Israel, Italia, Noruega, España, Suecia, Suiza y Eurochart Hot 100. Fue el sencillo más vendido en todo el mundo en 1992.
El video musical de «Black or White» se estrenó en MTV, BET, VH1 y Fox, lo que les otorgó las calificaciones de Nielsen más altas hasta el momento, así como el Top of the Pops de la BBC en el Reino Unido el 14 de noviembre de 1991. El video fue dirigido por John Landis, quien previamente dirigió «Thriller». Fue co-coreografiado por Jackson y Vincent Paterson. 
Se estrenó simultáneamente en 27 países, con una audiencia de 500 millones de espectadores, la mayor cantidad para un video musical, superando al estreno del tema All You Need is Love de The Beatles en la transmisión vía satélite del show Our World y aunque quedando en por debajo del récord de audiencia del concierto televisivo de Aloha From Hawaii de Elvis Presley.
«Black or White» fue honrado con el primer sencillo mundial número 1 de Billboard. El video musical de la canción aparece en los álbumes de video: Dangerous: The Short Films (versión larga), Video Greatest Hits - HIStory (versión larga, sin grafiti en la versión VHS pero con grafiti en la versión DVD), Number Ones (versión corta), y Michael Jackson's Vision (versión larga sin grafiti). En 2003, la revista Q clasificó a «Black or White» en el puesto 84 de su lista de las «1001 mejores canciones de la historia».

## Historia
En "Black or white" Michael Jackson solicitó la participación del guitarrista de Guns N' Roses, Slash, en la intro,  para darle a esta canción de hard rock una línea más agresiva, además cuenta con la participación de Bill Bottrell en la guitarra hard rock y Tim Pierce en la guitarra heavy metal; y el resultado es una mezcla de hard rock, dance y rap. Todo esto fue respaldadado por un extraordinario video, cuyos efectos especiales volvieron a sorprender. La dirección estuvo a cargo de John Landis, el mismo de Thriller y el pequeño prodigio de Hollywood, Macaulay Culkin tuvo una participación especial.
Una joven Tyra Banks, que recién empezaba su carrera como supermodelo, es vista bailando en el final del video, así como la actriz Cree Summer.

## Video musical
El vídeo fue retransmitido a nivel mundial por la cadena Fox. Michael Jackson vuelve a romper todo los records imaginados, ya que más de 500  millones de personas fueron testigos del estreno del cortometraje. Fue el primer vídeo musical que utilizó la técnica morphing, usada al terminar la canción. En el videoclip, Jackson también hace referencia a Marilyn Monroe en su película «La tentación vive arriba» y a Gene Kelly en «Cantando bajo la lluvia».
En medio del éxito alcanzado por la canción, su vídeo causó controversia por algunos movimientos sexualmente sugestivos del cantante, como hacer "el paso Moonwalk" y agarrarse la entrepierna, y las secuencias de Jackson cometiendo actos de criminales interpretados como vandalismo (dañar coches, romper ventanas, pintar paredes, entre otros). En las escenas mencionadas, Jackson quería dar a conocer su rechazo y protestar en contra de organizaciones que promovían la violencia, el terrorismo, por la supremacía de la raza blanca y otras manifestaciones, esto se aprecia cuando en el video, Jackson rompe un cartel con las iniciales "KKK" que significa "Ku Klux Klan", el nombre que adoptaron varias organizaciones en los Estados Unidos, que han predicado la supremacía de la raza blanca, homofobia, el antisemitismo, racismo, anticomunismo, anticatolicismo y la xenofobia. Estas manifestaciones de violencia por parte de Jackson, para protestar en contra de estos grupos, no se interpretaron como debía ser. A causa de eso, muchos canales de televisión decidieron omitir los cuatro últimos minutos del video musical para, según dijeron, salvaguardar el horario de protección al menor, transmitiéndolo así completamente solo en las madrugadas y en programas dedicados a pasar videos sin censura.
Hoy en día, la versión censurada sigue siendo la más transmitida, con algunas apariciones de la versión completa especialmente en programas que muestran vídeos que causaron controversia en su época. También, se incluye en compilaciones de vídeo (DVD) de Jackson.
Michael se disculpó argumentando que sus movimientos y los actos violentos eran su interpretación del instinto animal de una pantera (animal en que se transforma en el vídeo musical) para protestar contra estos grupos raciales, la cual también era la intención de la letra de la canción.

## Versiones e impacto cultural
- En 1992, "Weird Al" Yankovic grabó una parodia de "Black or White", titulado "Snack All Night", que sin embargo nunca lanzado comercialmente. Yankovic realizó su versión durante un concierto.
- En 2009, el cantante Adam Lambert interpretó la canción en la octava temporada de American Idol durante el episodio de Michael Jackson, que fue reemitido el 29 de junio, en un homenaje a la muerte de Jackson el 25 de junio.
- A principios de 1990, los niños muestran en Sesame Street también falsa la canción con la canción "Wet or Dry". Poco Chrissy responde a la pregunta de qué le hace feliz: le gusta divertirse "no matter if he's wet or dry", y demuestra tocando su piano tanto en un escenario y bajo el agua (rodeada de peces). "Wet" y "dry" se demuestra además con varios niños, el Sr. Handford y cubos Maria recibiendo de agua vertida sobre ellos. Tanto la canción y el video parodia "Negro o blanco".
- El video, incluyendo el "Panther Segment" fue parodiado por el programa de sketches de comedia de televisión In Living Color, en la que Tommy Davidson apareció como Jackson, pero en lugar de una pantera, Davidson se transforma de un gatito negro.
- El "Panther Segment" también fue parodiado por la popular comedia de televisión estadounidense MADtv.
- En 1991, la banda de rock inglés Genesis parodió "Black or White" de vídeo en el final de su video de "I Can't Dance", el miembro Phil Collins que imita Michael Jackson "pantera" ajuste delante de un fondo blanco brillante.
- En 2011, grupo de hip hop de Brooklyn Das Racist dio a conocer un video musical de su canción, titulada "Michael Jackson", parodiando "Black or White" del vídeo. La canción es sobre las características álbum del grupo Relax.
- En 2012, la serie de televisión Glee realizó una versión de la canción en el episodio "Michael" (cuyas canciones interpretadas por los personajes del episodio estaban completamente dedicadas a Jackson, a modo de homenaje a él) que cuenta con las voces principales de Kevin McHale, Lea Michele, Chris Colfer y Naya Rivera, y coros del resto del reparto. Jenna Ushkowitz y Darren Criss no aparece en la canción o el rendimiento.

## Posicionamiento en listas
| Listas (1991–92)                   | Mejor posición |
| ---------------------------------- | -------------- |
| Australian Singles Chart           | 1              |
| Belgian Singles Chart              | 1              |
| Canadian Singles Chart             | 1              |
| Danish Singles Chart               | 1              |
| Dutch Singles Chart                | 1              |
| Finland (Suomen virallinen lista)  | 1              |
| French Singles Chart               | 1              |
| German Singles Chart               | 1              |
| Irish Singles Chart                | 1              |
| New Zealand Singles Chart          | 1              |
| Norwegian Singles Chart            | 1              |
| España (AFYVE)                     | 1              |
| Swedish Singles Chart              | 1              |
| Swiss Singles Chart                | 1              |
| UK Singles Chart                   | 1              |
| US Billboard Hot 100               | 1              |
| US Billboard Hot R&B/Hip-Hop Songs | 3              |
| US Billboard Hot Dance Club Songs  | 2              |
| US Billboard Adult Contemporary    | 23             |
| Listas (2009)                      | Mejor posición |
| Austrian Singles Chart             | 17             |
| Danish Singles Chart               | 22             |
| European Hot 100 Singles           | 25             |
| French Digital Singles Chart       | 9              |
| New Zealand Singles Chart          | 16             |
| Norwegian Singles Chart            | 18             |
| Swedish Singles Chart              | 11             |
| Swiss Singles Chart                | 7              |
| UK Singles Chart                   | 25             |
| US Billboard Digital Songs         | 13             |
| Listas (2011)                      | Mejor posición |
| Hungarian Singles Chart            | 6              |

## Créditos
- Michael Jackson - voz principal y coros
- Bill Bottrell - guitarra eléctrica principal, guitarra acústica y rap
- Brad Buxer - caja de ritmos (batería)
- Bryan Loren - bajo sintetizado

- Jasun Martz - sintetizador

- Tim Pierce - guitarra eléctrica rítmica

- Michael Boddicker - secuenciador

- Teddy Riley - caja de ritmos (cencerro)